# Sundgau
Sundgau este un teritoriu din sudul Alsaciei. Numele este de origine alemanică și înseamnă comitatul din Sud. A fost formată prin divizarea Ducatului Alsacia în două asemenea comitate, "Nordgau" (Nordgowe) și "Südgau" (Sundgau). Frontiera dintre acestea corespundea cu granița dintre vechea provincie romană Galia și sudul Germaniei. Prin Pacea Westfalică din 1648 Imperiul Habsburgic cedează provincia Franței.
Regiunea este delimitată de granița cu Elveția și Munții Jura la sud, de râul Rin la vest și de teritoriul orașului Mulhouse la nord. Este traversată de Râul Ill și principalul oraș este Altkirch.